# Federico Barrionuevo
Federico Barrionuevo (Lanús, Buenos Aires, Argentina; 30 de junio de 1981) es un exfutbolista y entrenador argentino. Jugaba como mediocampista. Se desempeñó como técnico del Cúcuta Deportivo desde el 5 de septiembre de 2023 hasta el 16 de abril de 2024. 

## Clubes

### Como jugador
| País      | Club               | Año     |
| --------- | ------------------ | ------- |
| Argentina | Banfield           | 2001-02 |
| Argentina | Deportivo Español  | 2002-03 |
| Argentina | All Boys           | 2004    |
| Argentina | Banfield           | 2004-05 |
| Argentina | Tigre              | 2006    |
| Argentina | Tiro Federal       | 2006    |
| Argentina | Lanús              | 2006    |
| Argentina | Platense           | 2007    |
| Ecuador   | Deportivo Cuenca   | 2008    |
| Argentina | Defensa y Justicia | 2008-09 |
| Argentina | Olimpo             | 2009-10 |
| Colombia  | Cúcuta Deportivo   | 2010-11 |
| Argentina | Atlético Tucumán   | 2011-12 |
| Argentina | Chacarita Juniors  | 2012    |
| Argentina | Tristán Suárez     | 2013-15 |
| Argentina | Comunicaciones     | 2015-17 |
| Argentina | UAI Urquiza        | 2017-19 |
| Argentina | Comunicaciones     | 2019-20 |

### Como formador
| País      | Club  | Año     |
| --------- | ----- | ------- |
| Argentina | Lanús | 2022-23 |

### Como asistente técnico
| País     | Club             | Año  | AT de:        |
| -------- | ---------------- | ---- | ------------- |
| Colombia | Cúcuta Deportivo | 2023 | Rubén Tanucci |

### Como entrenador
| País      |  | Club                | Año     |
| --------- |  | ------------------- | ------- |
| Colombia  |  | Cúcuta Deportivo    | 2023-24 |
| Argentina |  | Club Comunicaciones | 2024 -  |

## Estadística como jugador
| Competición                   | Partidos | Goles | Promedio |
| ----------------------------- | -------- | ----- | -------- |
| Primera División de Argentina | 36       | 1     | 0,03     |
| Primera División de Ecuador   | 15       | 1     | 0,07     |
| Primera División de Colombia  | 31       | 3     | 0,10     |
| Segunda División de Argentina | 163      | 29    | 0,17     |
| Tercera División de Argentina | 200      | 40    | 0,20     |
| Copa Argentina                | 8        | 2     | 0,25     |
| Copa Libertadores             | 9        | 0     | 0,00     |
| Copa Sudamericana             | 3        | 0     | 0,00     |
| Total en su carrera           | 456      | 74    | 0,16     |

## Estadística como entrenador
| Cúcuta Deportivo · Colombia | 2.ª                 | 2023                | 16 | 8  | 5 | 3 | 4 | 1 | 1 | 2 | - | - | - | - | 20 | 9  | 6  | 5 |  | 23 | 18 | +5  |
| Cúcuta Deportivo · Colombia | 2.ª                 | 2024                | 11 | 6  | 4 | 1 | 1 | 0 | 1 | 0 | - | - | - | - | 12 | 6  | 5  | 1 |  | 17 | 11 | +6  |
| Cúcuta Deportivo · Colombia | Total               | Total               | 27 | 14 | 9 | 4 | 5 | 1 | 2 | 2 | 0 | 0 | 0 | 0 | 32 | 15 | 11 | 6 |  | 40 | 29 | +11 |
| Total en su carrera         | Total en su carrera | Total en su carrera | 27 | 14 | 9 | 4 | 5 | 1 | 2 | 2 | 0 | 0 | 0 | 0 | 32 | 15 | 11 | 6 |  | 40 | 29 | +11 |
| 1. 2.                       |                     |                     |    |    |   |   |   |   |   |   |   |   |   |   |    |    |    |   |  |    |    |     |